# Nikolay Bukhalov
Nikolay Bukhalov (em búlgaro:  Николай Петков Бухалов, Karlovo, 20 de março de 1967) é um ex-canoísta búlgaro especialista em provas de velocidade.

## Carreira
Foi vencedor da medalha de ouro em C-1 1000 metros e C-1 500 metros em Barcelona 1992.
Foi vencedor da medalha de bronze em C-1 1000 m em Seul 1988.